# 哀しみの恋人達
「哀しみの恋人達」（かなしみのこいびとたち、Cause We've Ended As Lovers）は、アメリカの歌手シリータ・ライト（アーティストとしての名義はシリータ）が1974年のアルバム『スティーヴィー・ワンダー・プレゼンツ・シリータ』で発表した楽曲。作詞、作曲、プロデュースは、かつてシリータの夫であったスティーヴィー・ワンダーによる。1975年にはイギリスのギタリスト、ジェフ・ベックの最初のソロ・アルバム『ブロウ・バイ・ブロウ（LPリリース時のタイトル『ギター殺人者の凱旋』）』に収録されたインストゥルメンタル・ヴァージョン（LPではB面1曲目）で広く知られるようになる。

## ジェフ・ベックによるカヴァー
1972年、スティーヴィー・ワンダーはジェフ・ベックのために「迷信」を作曲するが、所属レーベルのモータウンなどに反対され、自らのシングルとしてリリースし大ヒットしたため、ジェフ・ベックは「迷信」をオリジナルとしてやることができなくなった。スティーヴィーはこのことの詫びとして、かつての妻であったシリータ・ライトの2枚目のアルバム『スティーヴィー・ワンダー・プレゼンツ・シリータ』（1974年）に収録されたバラードである本曲を提供した。
スティーヴィー・ワンダーの原曲はソフトなヴォーカルの物静かな曲であったが、ジェフ・ベックの解釈により、メロディラインの寸断や調性の変化がなされ、曲中には、ボリューム奏法、ピッキング・ハーモニクス、3音（増4度）チョーキングなどのテクニックが組み込まれるなどして、ダイナミックで知的な泣きのギター・インストゥルメンタル曲となり、後のギタリストに大きな影響を与えた。そういったテクニックを多用していたロイ・ブキャナンに捧げるとアルバムジャケットに記されており、ジェフ・ベックは米『ギター・プレイヤー』誌のインタビューにおいても「ロイのヴァイブレーションと同じになるように弾いた」と答えている。ロイ・ブキャナンは、その後リリースされた『メシアが再び』（原題 A Street Called Straight, 1976年）において、アンサーソング的な「マイ・フレンド・ジェフ」で応えている。
途中6小節ほどにギターのオーヴァーダビングが入る以外は、一発録りのいわゆるスタジオライヴである。使用ギターは、ブルース・ギタリストのロニー・マックの破損したギブソン・フライングVに搭載されていたP.A.Fピックアップを、セイモア・ダンカンが修理しテレキャスターに移植したもの（通称テレギブ）である。
「哀しみの恋人達」は、ジェフ・ベックがインストルメンタル主体に転向した『ブロウ・バイ・ブロウ』以降の代表曲のひとつとなり、ライヴにおいてもハイライト曲として演奏されることが多い。1975年の第1回ワールド・ロック・フェスティバル公演時、来日記念盤として国内限定でシングルカットされている。

### パーソネル
- ジェフ・ベック - ギター
- マックス・ミドルトン - キーボード
- フィル・チェン - ベース
- リチャード・ベイリー - ドラムス

## その他のカヴァー
- 高中正義、アルバム『Ballade』(1991年)
- 松本孝弘、アルバム『Rock'n Roll Standard Club』(1996年)
- キエリ・ミヌッチ、アルバム『ルネッサンス』(1996年)
- ガトー・バルビエリ、アルバム『ガトー・イズ・バック!』(1997年)